# Juan José Narváez
Juan José Narváez Solarte (San Juan de Pasto, Colombia, 12 de febrero de 1995), más conocido como Juanjo Narváez, es un futbolista colombiano que juega como delantero. Actualmente juega para el club saudí Al-Jabalain Club de la Liga Príncipe Mohammad bin Salman.

## Trayectoria

### Deportivo Pasto
Se unió a las divisiones menores de la Asociación Deportivo Pasto después de ser observado en el seleccionado juvenil de Nariño. Juan fue promovido al primer equipo en la temporada 2011, siendo todavía jugador del equipo juvenil. En esa misma temporada, logró hacer su debut en el primer equipo el 9 de marzo de 2011 en la victoria 2-1 sobre el Depor Futbol Club en la Copa Colombia cuando contaba con tan solo 16 años y 25 días, siendo el jugador más joven en debutar en el Pasto, superando a Juan Sebastián Villota y al ídolo pastuso Carlos Daniel Hidalgo.
En esa misma temporada, Juan hizo su debut como titular en la Copa Colombia ante el América de Cali, el 30 de marzo de 2011. En el mismo partido el jugador anotó su primer gol como profesional al anotar el 1-2 definitivo. Tuvo destacadas participaciones en el primer equipo haciendo parte de la Copa y el torneo de ascenso, pero como líder del ataque del equipo juvenil en el campeonato sub-20 tuvo mayor participación con el equipo dirigido por Iván Darío Restrépo llevándolo a las instancias finales.
A finales del año 2011, Juan se marchó a Inglaterra para realizar una prueba en el Tottenham Hotspur Football Club de la Premier League inglesa donde tuvo una gran experiencia conociendo y compartiendo experiencias con grandes jugadores como Gareth Bale, figura del fútbol inglés. Narváez fue considerado una de las promesas del fútbol Nariñense junto a Kévin Rendón y Juan Sebastián Villota, méritos que le valieron ser comparado con Radamel Falcao dadas sus condiciones y su procedencia. Volvió a su país a principios del siguiente año para debutar en la Categoría Primera A, jugando ante el Itagüí, el 28 de abril de 2012. A términos del primer semestre viajó de nuevo al extranjero para probarse en las categorías inferiores del Vitesse Arnhem de la liga neerlandesa, pero finalmente no fue contratado por ninguno de los dos equipos europeos pese a dejar una gran impresión.[cita requerida]

### Real Madrid Castilla C. F.
A finales de noviembre del año 2012 es contratado por el Real Madrid Club de Fútbol, tras la recomendación de Zinedine Zidane,[cita requerida] ingresando en el segundo equipo juvenil. 
Durante su primer semestre como madridista alternó con los equipos del Juvenil A y del Juvenil B, proclamándose campeón de la Copa del Rey Juvenil de 2013 con el primer juvenil y ganando la Liga Nacional Juvenil 2012-13 con el segundo (equivalente a una segunda división Juvenil).
A comienzos de la pretemporada del segundo período de 2013 Narváez tuvo la oportunidad de entrenar con el Real Madrid Castilla Club de Fútbol, primer equipo filial del club, llegando a jugar un amistoso preparatorio para ser incorporado finalmente en el juvenil A. Se estrenó como goleador el 14 de septiembre cuando anotó un triplete en la segunda jornada de la División de Honor 2013-14 contra la Unión Polideportiva Plasencia.
Asimismo, el jugador anotó también en su debut internacional en la Liga Juvenil de la UEFA —la versión juvenil de la Liga de Campeones—, en el primer partido que finalizó con empate a un gol contra el Galatasaray. Durante esa misma semana le anota un doblete al Juvenil A del Real Valladolid logrando así 6 goles en 3 partidos en una misma semana. Unas fechas después, frente al Don Bosco, Narváez consiguió su segundo triplete con el Real Madrid juvenil.
Debido a sus destacadas actuaciones en las categorías juveniles del Real Madrid, a finales de octubre de ese mismo año empezó a alternar convocatorias con el Real Madrid C. F. "C", segundo filial del club madrileño. En la tercera jornada de la liga de campeones juvenil convirtió cuatro goles en la victoria por 6-2 frente a los juveniles del Juventus Football Club. El 23 de marzo se corona campeón nuevamente con el juvenil A del Real Madrid en el Grupo 5 de la División de Honor Juvenil 2013-14 a falta de 2 fechas, aunque "Juanjo" (como es conocido en el equipo) no jugó todo el campeonato debido a sus convocatorias para jugar con los equipos filiales superiores (Castilla y Real Madrid C), fue la figura del equipo durante el certamen anotando 15 goles en la liga juvenil siendo la gran revelación de la temporada del Juvenil "A".
Para la temporada 2014-15 fue promovido de la división juvenil hacia el equipo "C" no obstante la lesión de rodilla que lo alejó del final de temporada no le permitió jugar los primeros partidos de la temporada siguiente. Luego de recuperarse de su lesión, Zinedine Zidane decide incluirle en las convocatorias del Real Madrid Castilla teniendo más continuidad con el segundo filial blanco.
Sus actuaciones le valieron para ser convocado y llegando a disputar algunos partidos con los ya citados equipos filiales, debutando en la Segunda División "B" frente al Real Unión de Irún. Su primer gol con el segundo filial lo hizo frente al Puerta Bonita en su tercer partido en la categoría, antes de que en noviembre de 2013, debutase con el Real Madrid Castilla C. F. el día 13 en la Segunda División 2013-14 frente al Deportivo Alavés. Después de jugar con el Castilla, sufre una lesión que lo aleja de los campos durante 5 meses. El 11 de octubre de 2014, después de superar la lesión, anota su primer gol con el Castilla en la victoria 4 a 1 de su equipo frente al Leioa.

### Real Betis Balompié
El 15 de enero de 2016 su representante confirmaría que su nuevo equipo sería el Real Betis "B".
Debutaría el 31 de enero en el empate a cero goles frente al Real Murcia Club de Fútbol. Su primer gol lo marcaría el 27 de febrero en el empate a un gol contra Club Deportivo San Roque de Lepe. 

El 7 de noviembre de 2016 ya para la temporada 2016-17 le daría la victoria su club 2 a 1 frente al Club Deportivo Utrera. Marca su primer doblete dándole al victoria a su club 2 a 0 en su visita al Real Club Recreativo de Huelva el 3 de diciembre.
El 8 de diciembre le da la  los tres puntos a su club por la mínima frente a San Roque.
Para la temporada 2017-18 fue ascendido al Real Betis Balompié debutando como titular en la Primera División el 20 de agosto en su visita al Fútbol Club Barcelona en el Camp Nou donde caerían 2 por 0.

### Córdoba C. F. y U. D. Almería
El 29 de enero fue presentado como nuevo jugador del Córdoba C. F., entonces de la Segunda División, cedido por seis meses. Debutó el 4 de febrero con gol en la derrota como locales 2 por 1 frente al F. C. Barcelona "B".
El 31 de agosto de 2018 la U. D. Almería logró su cesión hasta final de temporada. Debutó el 3 de septiembre en la derrota por la mínima como locales contra Málaga C. F. El 13 de octubre marcó su primer gol de la temporada en la goleada 3 por 0 sobre la U. D. La Palmas.

### U. D. Las Palmas
El 31 de agosto de 2019 la U. D. Las Palmas hizo oficial su llegada en calidad de cedido. El 14 de septiembre debuta ingresando en el segundo tiempo en la derrota 0-3 como locales ante la Unión Deportiva Almería. Su primer gol lo marca el 17 de noviembre en la derrota 2-1 en su visita a Miranda de Ebro, siete días después marca en la victoria 3 por 1 sobre Real Oviedo. El 15 de diciembre marca el gol de la victoria 3 por 2 como visitantes ante Elche C. F., a los seis días marca el gol del empate a un gol contra Rayo Vallecano.
Sus primer doblete con el club y sus primeros dos goles de 2020 los hace el 5 de julio en el triunfo 3 por 0 sobre la S. D. Ponferradina siendo la figura del partido, marcando los dos goles después del minuto 90.

### Real Zaragoza
El 4 de septiembre de 2020 el Real Zaragoza confirmó su fichaje para tres temporadas. Debutó el 26 de septiembre frente a su exequipo en el empate a dos goles contra la U. D. Las Palmas. Su primer gol lo marcó el 11 de octubre dándole la victoria al minuto 88 a su club por la mínima sobre Albacete Balompié. Su primer doblete lo marcó el 4 de noviembre en el empate a dos goles frente al Girona F. C., el 6 de diciembre marcó el gol de la victoria por la mínima sobre C. F. Fuenlabrada, volvió a dar la victoria a su club 1 por 0 esta vez sobre la S. D. Ponferradina, el 27 de marzo marcó el gol del empate a un gol en su visita a la U. D. Logroñés.

### Real Valladolid C. F. y C. D. Leganés
El 1 de septiembre de 2022 fichó por el Real Valladolid C. F. hasta 2024.
El 30 de enero de 2023 fue de cedido con opción de compra al C. D. Leganés hasta el final de la temporada.
El 30 de junio de 2023 finalizó su cesión con el equipo pepinero y retornó al equipo pucelano tras no hacer efectiva su opción de compra. 
El 23 de agosto de 2023 se hizo oficial la rescisión de su contrato con el Real Valladolid C. F.

### F. C. Cartagena
El mismo día que dejó su anterior equipo se hizo oficial su fichaje por el F. C. Cartagena de la Segunda División de España por dos temporadas.
El 9 de agosto de 2024 se hizo oficial la rescisión de contrato con el equipo cartaginés del año de contrato que unía a ambas partes.

## Selección nacional
Narváez nunca llegó a ser convocado en las categorías inferiores de la selección Colombia. En diciembre de 2014, el técnico de la selección sub-20 Carlos Restrepo, confirmó que formaría parte del grupo para disputar el Sudamericano sub-20 de 2015, sin embargo, pocos días antes de la convocatoria, Narváez renunció para luchar por su permanencia en el Real Madrid B, ya que no estaba siendo tenido en cuenta por Zinedine Zidane.

## Estadísticas

### Categoría inferiores
| Real Madrid Juvenil · España | Juv.          | 2012-13       | -   | -  | 3 | 2 | - | - | 3   | 2  | 0,67 |
| Real Madrid Juvenil · España | Juv.          | 2013-14       | 13  | 15 | - | - | 6 | 5 | 19  | 20 | 1,05 |
| Real Madrid Juvenil · España | Total club    | Total club    | 13  | 15 | 3 | 2 | 6 | 5 | 22  | 22 | 1,00 |
| Real Madrid C. F. "C" · España | 2.ªB          | 2013-14       | 4   | 1  | - | - | - | - | 4   | 1  | 0,25 |
| Real Madrid C. F. "C" · España | 3.ª           | 2014-15       | 24  | 5  | - | - | - | - | 24  | 5  | 0,21 |
| Real Madrid C. F. "C" · España | Total club    | Total club    | 28  | 6  | 0 | 0 | 0 | 0 | 28  | 6  | 0,22 |
| R. M. Castilla C. F. · España | 2.ª           | 2013-14       | 4   | -  | - | - | - | - | 4   | 0  | 0    |
| R. M. Castilla C. F. · España | 2.ª B         | 2014-15       | 11  | 3  | - | - | - | - | 11  | 3  | 0,27 |
| R. M. Castilla C. F. · España | 2.ª B         | 2015-16       | 14  | 1  | - | - | - | - | 14  | 1  | 0,07 |
| R. M. Castilla C. F. · España | Total club    | Total club    | 29  | 4  | 0 | 0 | 0 | 0 | 29  | 4  | 0,14 |
| Real Betis "B" · España | 2.ª B         | 2015-16       | 15  | 1  | - | - | - | - | 15  | 1  | 0,06 |
| Real Betis "B" · España | 3.ª           | 2016-17       | 37  | 8  | - | - | - | - | 37  | 8  | 0,21 |
| Real Betis "B" · España | Total club    | Total club    | 52  | 9  | 0 | 0 | 0 | 0 | 52  | 9  | 0,17 |
| Total carrera | Total carrera | Total carrera | 122 | 34 | 3 | 2 | 6 | 5 | 131 | 41 | 0,31 |
| (1) Incluye datos de la Copa Colombia (2011-12); Copa del Rey Juvenil (2012-14). (2) Incluye datos de la Liga Juvenil de la UEFA (2013-14). (3) No incluye goles en partidos amistosos. |               |               |     |    |   |   |   |   |     |    |      |

### Carrera profesional
Actualizado a 18 de agosto de 2024.
| Deportivo Pasto · Colombia | 2.ª           | 2011          | 6   | 1  | 7  | 1 | - | - | 13  | 2  | 0,15 |
| Deportivo Pasto · Colombia | 1.ª           | 2012          | 2   | -  | 8  | 2 | - | - | 10  | 2  | 0,20 |
| Deportivo Pasto · Colombia | Total club    | Total club    | 8   | 1  | 15 | 3 | - | - | 23  | 4  | 0,17 |
| Real Betis Balompié · España | 1.ª           | 2017-18       | 7   | 0  | 2  | 0 | - | - | 9   | 0  | 0,0  |
| Real Betis Balompié · España | Total club    | Total club    | 7   | 0  | 2  | 0 | 0 | 0 | 9   | 0  | 0,0  |
| Córdoba C. F. (cedido) · España | 2.ª           | 2017-18       | 16  | 5  | 0  | 0 | - | - | 16  | 5  | 0,31 |
| Córdoba C. F. (cedido) · España | Total club    | Total club    | 16  | 5  | 0  | 0 | 0 | 0 | 16  | 5  | 0,31 |
| U. D. Almería (cedido) · España | 2.ª           | 2018-19       | 30  | 2  | 3  | 0 | - | - | 33  | 2  | 0,18 |
| U. D. Almería (cedido) · España | Total club    | Total club    | 30  | 2  | 3  | 0 | 0 | 0 | 33  | 2  | 0,18 |
| U. D. Las Palmas (cedido) · España | 2.ª           | 2019-20       | 29  | 7  | 0  | 0 | - | - | 29  | 7  | 0,24 |
| U. D. Las Palmas (cedido) · España | Total club    | Total club    | 29  | 7  | 0  | 0 | 0 | 0 | 29  | 7  | 0,24 |
| Real Zaragoza · España | 2.ª           | 2020-21       | 42  | 9  | 0  | 0 | - | - | 42  | 9  | 0,21 |
| Real Zaragoza · España | 2.ª           | 2021-22       | 34  | 2  | 2  | 0 | - | - | 36  | 2  | 0,06 |
| Real Zaragoza · España | 2.ª           | 2022-23       | 3   | 0  | -  | - | - | - | 3   | 0  | 0    |
| Real Zaragoza · España | Total club    | Total club    | 79  | 11 | 2  | 0 | 0 | 0 | 81  | 11 | 0,14 |
| Real Valladolid C. F. · España | 1.ª           | 2022-23       | 5   | 0  | 2  | 0 | - | - | 7   | 0  | 0    |
| Real Valladolid C. F. · España | Total club    | Total club    | 5   | 0  | 2  | 0 | 0 | 0 | 7   | 0  | 0    |
| C. D. Leganés (cedido) · España | 2.ª           | 2022-23       | 12  | 0  | -  | - | - | - | 12  | 0  | 0    |
| C. D. Leganés (cedido) · España | Total club    | Total club    | 12  | 0  | 0  | 0 | 0 | 0 | 12  | 0  | 0    |
| F. C. Cartagena · España | 2.ª           | 2023-24       | 32  | 2  | 1  | 0 | — | — | 33  | 2  | 0,06 |
| F. C. Cartagena · España | Total club    | Total club    | 32  | 2  | 1  | 0 | 0 | 0 | 33  | 2  | 0,06 |
| Total carrera | Total carrera | Total carrera | 218 | 28 | 25 | 3 | 0 | 0 | 243 | 31 | 0,12 |
| (1) Incluye datos de la Copa Colombia (2011-12); Copa del Rey Juvenil (2012-14). (2) Incluye datos de la Liga Juvenil de la UEFA (2013-14). (3) No incluye goles en partidos amistosos. |               |               |     |    |    |   |   |   |     |    |      |

## Palmarés

### Campeonatos nacionales
| Título                            | Club                  | País     | Año     |
| --------------------------------- | --------------------- | -------- | ------- |
| Primera B                         | Deportivo Pasto       | Colombia | 2011    |
| Liga Nacional Juvenil             | Real Madrid Juvenil B | España   | 2012-13 |
| Copa del Rey Juvenil              | Real Madrid Juvenil A | España   | 2013    |
| División de Honor Juvenil (Grupo) | Real Madrid Juvenil A | España   | 2013-14 |
| Copa de Campeones                 | Real Madrid Juvenil A | España   | 2014    |